# Xã Humboldt, Michigan
Xã Humboldt (tiếng Anh: Humboldt Township) là một xã thuộc quận Marquette, tiểu bang Michigan, Hoa Kỳ. Năm 2010, dân số của xã này là 464 người.